# Rhacocassis
Rhacocassis is een geslacht van kevers uit de familie bladkevers (Chrysomelidae).
De wetenschappelijke naam van het geslacht werd in 1904 gepubliceerd door Spaeth.

## Soorten
- Rhacocassis balyi (Boheman, 1855)
- Rhacocassis flavoplagiata (Baly, 1863)